# BBC Three
A BBC Three é um canal de televisão britânico operado pela British Broadcasting Corporation. Lançado em 9 de fevereiro de 2003 como um substituto para a BBC Choice, o objetivo do serviço era fornecer "programação inovadora" a um público-alvo de espectadores entre 15 e 34 anos, utilizando tecnologia e novos talentos.
Ao contrário de seus rivais comerciais, 90% da produção da BBC Three é originária do Reino Unido. 70% era original, abrangendo todos os gêneros, incluindo animação, comédia, atualidade e drama. A BBC Three tinha um formato exclusivo chamado 60 Seconds para seus boletins de notícias, adotado para que a operação do canal pudesse ser completamente automatizada, sem a complicação de lidar com notícias ao vivo de duração variável. O ex-controlador da estação, Zai Bennett, partiu para se juntar à Sky Atlantic em julho de 2014, quando o comissário da BBC Three, Sam Bickley, tornou-se o controlador interino.
Até fevereiro de 2016, a rede era transmitida em canais Freeview, cabo digital, IPTV e plataformas de televisão por satélite, e estava no ar das 19h às 4h da manhã de cada noite para compartilhar a largura de banda da televisão terrestre com o CBBC. Em março de 2014, como resultado de um orçamento planejado de £100 milhões na BBC, foi proposto que a BBC Three fosse descontinuada como um serviço de televisão e convertida em um serviço de televisão pela Internet com um orçamento de programação menor. e um foco em produções curtas. Apesar da significativa oposição pública, a proposta foi provisoriamente aprovada pela BBC Trustin em junho de 2015, com uma nova consulta aberta até 30 de setembro do mesmo ano. O canal de TV encerrou suas operações em 16 de fevereiro de 2016, substituído por uma versão somente online.
Em 2 de março de 2021, o escritório de imprensa da BBC anunciou o retorno da BBC Three como um canal linear terrestre em fevereiro de 2022, sujeito à aprovação regulatória, que foi aprovada em 2021.

## Programas
A emissora já transmitiu êxitos como EastEnders, Little Britain, e Torchwood, um spin-off de Doctor Who.